# Cim sud (Everest)
El cim sud de l'Everest és un pic subsidiari del principal cim del mont Everest, i el segon pic més alt de la Terra. Encara que la seva elevació sobre el nivell del mar és de 8.749 metres i, per tant, és més alt que el K2 –que amb 8.611 metres és la segona muntanya més alta de la Terra–, només se'l considera un pic separat i no una muntanya diferenciada, ja que la seva prominència (una indicació aproximada de tot el que sobresurt per sobre la línia de contorn adjacent) és només d'11 metres.
El pic posseeix forma de dom de neu i gel, i es troba connectat amb el cim de l'Everest a través de la Cornice Traverse i el Hillary Step. Va ser conquistat per primera vegada per Charles Evans i Tom Bourdillon en l'expedició britànica de 1953 a l'Everest, el 26 de maig de 1953. Tot i haver fet aquest cim, el grup no va poder continuar per arribar al cim principal. Va ser durant el segon ascens realitzat per Edmund Hillary i Tenzing Norgay que es va culminar l'ascens al cim principal, i el cim sud va ser utilitzat com a via. La distància que separa els dos cims és d'uns 130 m.
El 1965, durant l'expedició índia a l'Everest, un geòleg va descobrir un dipòsit de petxines de mar fossilitzats en pedra calcària a uns 30 m del cim sud.
El 1978, en referir la seva primera ascensió a l'Everest sense oxigen, Reinhold Messner es va referir al cim sud com "una fita destacable".
Durant el desastre de 1996 a l'Everest, el guia de muntanya Rob Hall i tres persones més van morir en el cim sud mentre descendien del cim principal a causa d'una tempesta imprevista. Hall va aconseguir sobreviure a la primera nit i va aconseguir contactar-se per ràdio l'endemà, però va morir per congelació aquest mateix dia l'11 de maig de 1996. El seu cos roman en el cim sud.